# بليندا كارول
بليندا كارول (بالإنجليزية: Belinda Carroll)‏ هي ممثلة بريطانية، ولدت في 22 يوليو 1945 في أكسفورد في المملكة المتحدة.

## وصلات خارجية
- بليندا كارول على موقع IMDb (الإنجليزية)
- بليندا كارول على موقع قاعدة بيانات الفيلم (الإنجليزية)